# 경산여자고등학교
경산여자고등학교(慶山女子高等學校)는 대한민국 경상북도 경산시 옥곡동에 있는 사립 고등학교이다.

## 학교 연혁
- 1972년 10월 27일 : 개편 팔성학원 박병립 재단 이사장 취임
- 1972년 12월 26일 : 경산여자고등학교 설립 인가(6학급 학년당 2학급)
- 1973년 3월 1일 : 초대 이창수 교장 취임
- 1974년 4월 24일 : 학교법인 팔성학원을 육주학원으로 명의변경
- 1974년 11월 18일 : 학칙변경 21학급(주간부 18학급, 야간부 3학급) 편성 인가
- 1988년 12월 28일 : 종합관 4층 및 대강당 완공(연건평 10,542m2)
- 2001년 12월 28일 : 학칙변경 36학급(학년당 12학급) 편성 인가
- 2003년 8월 18일 : 다목적 도서관(신관 4층) 준공
- 2009년 7월 29일 : 학생기숙사 준공(3층), 건평 315.24m2(95.4평), 연면적 929.95m2(281.3평)
- 2010년 2월 28일 : 교과교실제 리모델링 공사 완료 (교과교실 8실 및 교과연구실 5실)
- 2011년 4월 6일 : 급식소 '한소담' 현대화사업 완공
- 2012년 3월 1일 : 특수학급 1학급 증설 인가
- 2023년 2월 8일 : 제48회 졸업식(296명, 졸업생누계 22,296명)
- 2023년 3월 1일 : 제13대 박용규 교장 부임
- 2023년 3월 2일 : 2023학년도 입학식(315명)

## 참고 자료
- 경산여자고등학교 - 한국교육학술정보원 학교알리미